# Станіслав Собінський

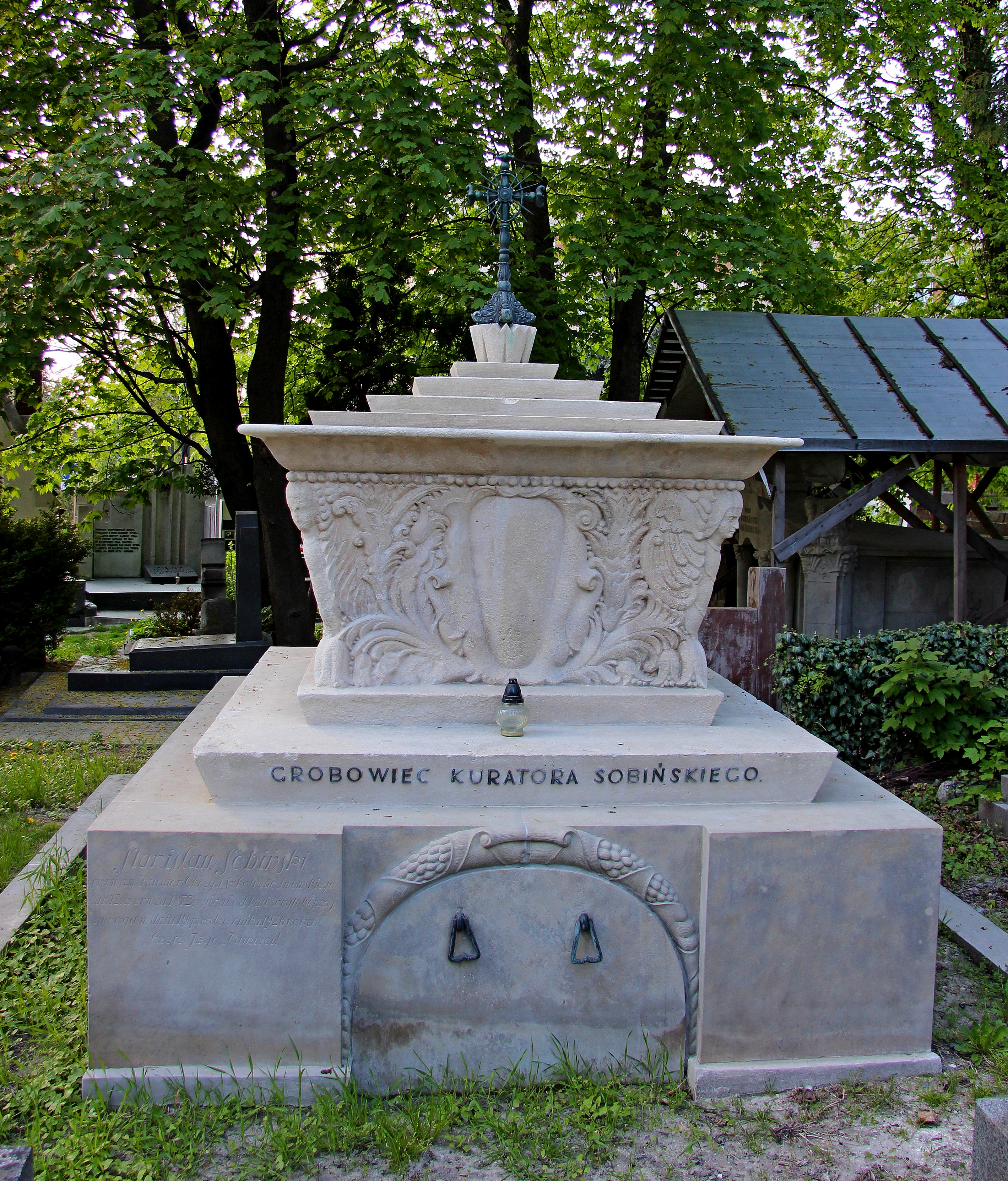

Станіслав Собінський (пол. Stanisław Sobiński; 12 червня 1872, Золочів — 19 жовтня 1926, Львів) — польський чиновник, куратор Львівської шкільної округи. Проводив жорстку політику спольщення на українських землях, за що був убитий членами УВО.

## Біографія
Народився в м. Золочеві, центрі повіту коронного краю Королівство Галичини та Володимирії, Австро-Угорська монархія (нині райцентр Львівської області, Україна).
Освіту здобув у Кракові. У 1909–1917 роках працював директором реальної школи у м. Тарнобжегу, пізніше отримав посаду у міністерстві духовних справ і освіти у Варшаві. Був засновником курсів для вчителів початкових класів, автором декількох підручників з географії, історії та педагогіки. У останніх роках життя працював куратором Львівської шкільної округи (охоплювала Львівське, Тернопільське та Станиславівське воєводства).
Відзначився як ідеолог і практик жорсткої політики полонізації на західноукраїнських землях. На думку українського історика Зиновія Книша, використовував нечесні методи для адміністративного тиску та закриття українських шкіл. У 1925—1926 роках за його ініціативи у Галичині було закрито близько 2000 українських народних шкіл, звільнено з роботи або відправлено на польські землі тисячі вчителів-українців, натомість прислано вчителів-поляків, не приймались на роботу українці, позбавлені пенсій вдови й сироти по українських учителях. Причиною вбивства Собінського стала неможливість легального вирішення проблеми української освіти за польського панування.
Був убитий пострілом у голову 19 жовтня 1926 року. Замах на Собінського здійснили боївкарі УВО Богдан Підгайний (здійснив постріл) і Роман Шухевич (револьвер дав осічку), хоча польською владою з мотивів засліпленого шовінізму були схоплені та засуджені за кривосвідченнями і сфальшованими доказами інші люди — невинні Іван Вербицький і Василь Атаманчук. Богдан Підгайний у кінці 1970-х років розповідав Зиновію Книшу, що зустрічався з Іваном Вербицьким в часі служби в дивізії «Галичина», в якій той був хорунжим. За словами Підгайного, Вербицький «мабуть пропав у бою під Бродами».
Станіслав Собінський похований на полі № 1 а Личаківського цвинтаря у Львові.